# Famille Galitzine
Pour les articles homonymes, voir Galitzine.
Cette page explique l’histoire ou répertorie les différents membres de la famille Galitzine (Golitsyne).
La famille Galitzine (translittération française la plus courante) ou Golitsyne (en russe : Голи́цын) est la deuxième plus grande et plus noble maison princière de Russie. Les Galitzine revendiquent leur ancienneté dans la dynastie russe des Gediminas (les Gédiminides) qui existe depuis le XIIIe siècle. Les descendants de cette famille en Europe et en France écrivent leur nom sous la forme Galitzine. La famille compte parmi les premières dynasties aristocratiques russes et ses membres portent le prédicat honorifique Son Altesse Sérénissime.

## Définition
Le Larousse des noms propres indique à l'article « Golitsyne »:
« GOLITSYNE ou GALITZINE ou GALLITZIN, famille princière qui donna à la Russie du XVIe au XXe siècle des hommes d'État et des chefs militaires »

## Membres notables
- Vassili Golitsyne, signataire en tant que premier-ministre de l'Empire russe du traité de Nertchinsk (1682) avec la dynastie Qing qui délimita la frontière russo-chinoise.Le Prince Vassili Galitzine, signataire du Traité de Nertchinsk.

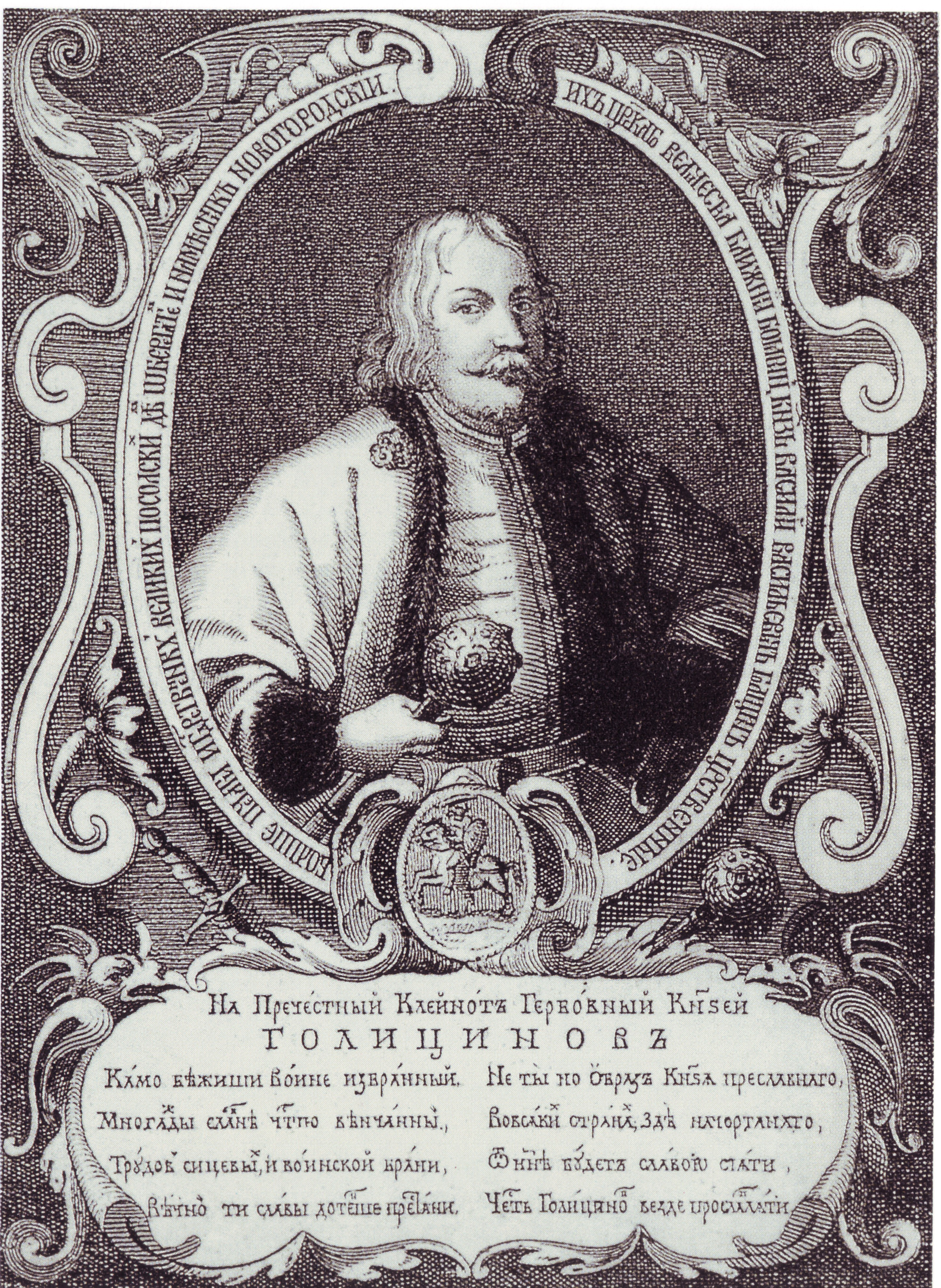
Le Prince Vassili Galitzine, signataire du Traité de Nertchinsk.

- Mikhaïl Golitsyne, membre du Haut conseil secret, gouverneur de Finlande de 1714 à 1728 réputé pour sa tyrannie.Le Prince Mikhaïl Galitzine, membre du Haut conseil secret.

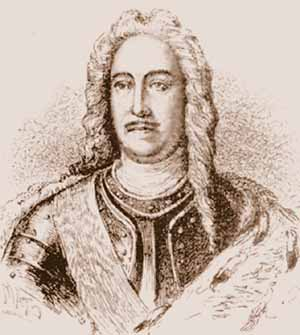
Le Prince Mikhaïl Galitzine, membre du Haut conseil secret.

- Dimitri Mikhaïlovitch Galitzine, ambassadeur de l'Empire russe à la cour des Habsbourg. Mécène, philanthrope, ami de Wolfgang Amadeus Mozart, fit construire l'Hôpital Golytsine à Moscou.
- Dimitri Alexeïevitch Galitzine, ambassadeur de l'Empire russe en France pendant la révolution de 1789. Mécène de Denis Diderot qui lui consacra le roman Mystification.
- Boris Andreïevitch Galitzine, général russe pendant les campagnes napoléoniennes, entre avec ses troupes dans Paris en 1814.
- Boris Vladimirovitch Galitzine, général russe, meurt à la bataille de Borodino en 1813.
- Nathalie Galitzine, amie et mécène d' Alexandre Pouchkine. C'est le personnage de la Comtesse dans son roman La Dame de pique.La Princesse Nathalie Galitzine, comtesse du roman La Dame de pique de Pouchkine.

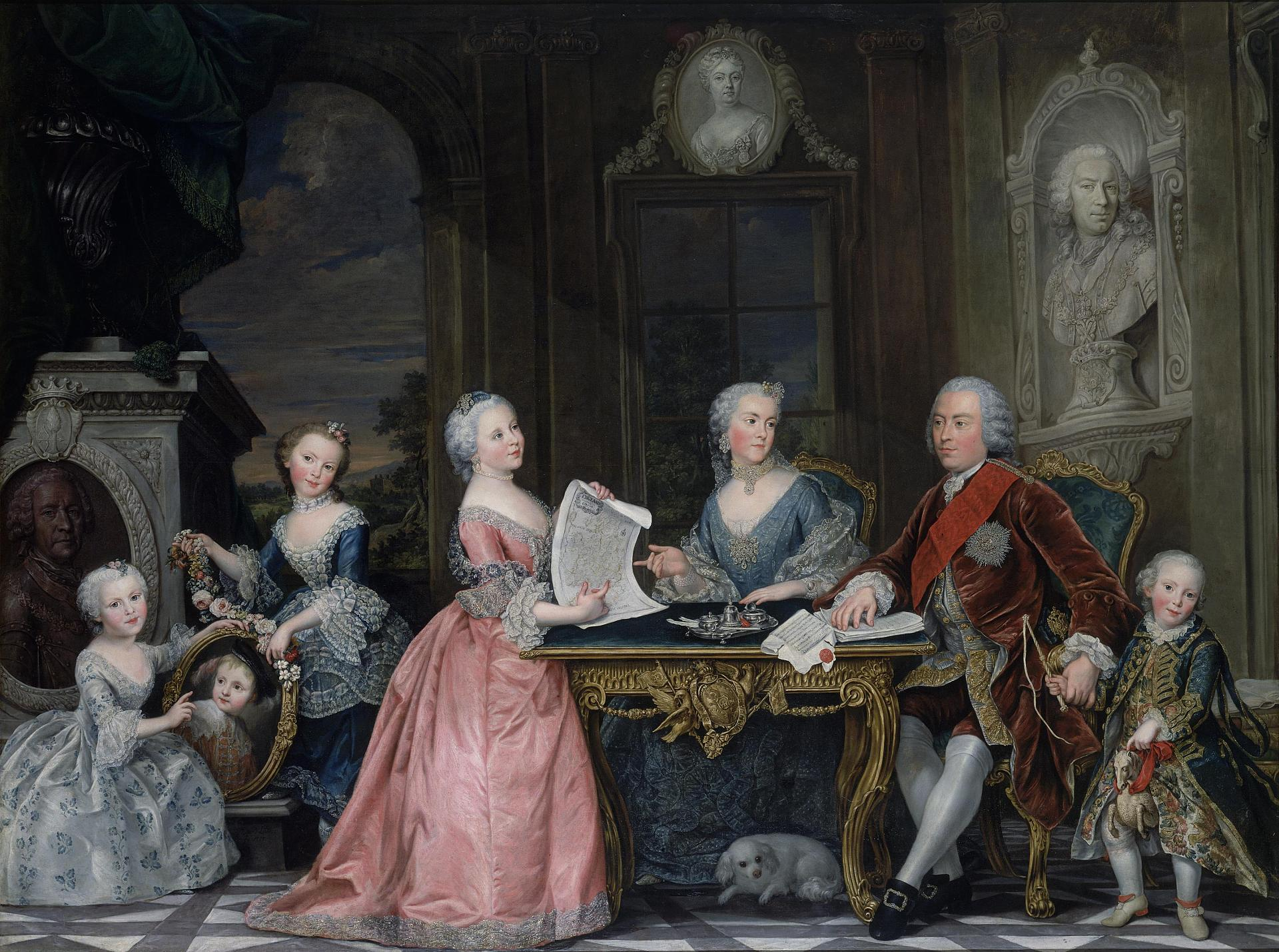
La Princesse Nathalie Galitzine, comtesse du roman La Dame de pique de Pouchkine.

- Alexandre Nikolaïevitch Golitsyne, président du Conseil d'État de l'Empire russe.
- Nikolaï Galitzine, dernier premier-ministre de l'Empire russe.
- Boris Galitzine, physicien, l'un des pères de la sismologie. Inventeur du sismologue moderne en 1906.
- Anatoli Golitsyne, agent du KGB, commandant de l'ordre de l'Empire britannique. Il est l'inspiration du personnage d'Alexander Galitzine dans le film de Brian de Palma Mission impossible.
- Gueorgui Sergueïevitch Golitsyne, physicien, auteur du concept d'hiver nucléaire, siège à l'Académie des sciences de Russie.

## Nommés d'après

### Œuvres d'Art
- Le Triptyque Galitzin, triptyque réalisé par Le Pérugin en 1485.
- Les Quatuor à cordes numéro 12 de Beethoven et Quatuor à cordes numéro 13 de Beethoven dédicacés au prince Nikolaï Galitzine

### Lieux géographiques
- Un cratère lunaire, « Galitzine », de 36 km de diamètre.
- Le « Galitzinberg », colline de Vienne (Autriche) où se situe un château de la famille
- Gallitzin, localité du comté de Cambria, état de Pennsylvanie, États-Unis d'Amérique.

## Nés auXVesiècle

### Mikhaïl Galitzine
Chef de guerre, chef des troupes Moscovites. Défait les troupes polonaises à la bataille d'Orcha en 1514

## Nés auXVIesiècle

### Diplomates

#### Youri Mikhaïlovitch Galitzine
Ambassadeur auprès de l'Empereur du Saint-Empire Ferdinand Ier.

#### Vassili Yourievitch Galitzine
Ambassadeur auprès du roi Sigismond de Pologne.

## Nés auXVIIesiècle

### Hommes d'état

#### Vassili Vassilievitch Golytsine (1643-1714)
Prince Vassili Vassilievitch Golitsyne, homme d'État russe du XVIIe siècle.
Passa ses premiers jours à la cour du tsar Alexis où il accéda progressivement au rang de boyard. En 1676, il fut envoyé en Ukraine pour remettre au pas les Tatars de Crimée et il prit part à la campagne de Chigirin.
La révolution de mai 1682 plaça Golitsyne à la tête du ministère des Affaires étrangères (Possolski prikaz). Durant la régence de la demi-sœur de Pierre le Grand, Sophie, dont il était l'amant.
Il fut le principal ministre de l'État (1682-1689) et se vit décerner le titre de « Garde du Grand Sceau impérial » que seuls deux Russes avaient porté avant lui, Afanassi Ordine-Nachtchokine et Artamon Matveïev.
Dans les affaires intérieures son influence fut insignifiante, mais sa politique étrangère se distingua par le traité de Nertchinsk (en 1689), qui fixa la frontière russo-chinoise le long du fleuve Amour, et par le traité de paix avec la Pologne (en 1683), par lequel la Russie recouvrait Kiev.
Par les termes du même traité, il fit entrer la Russie dans la grande ligue contre la Sublime Porte, mais ses deux expéditions contre la Crimée (en 1687 et en 1689), la première guerre de Crimée, furent des échecs et le rendirent impopulaire.
Néanmoins, Sophie obtint du jeune tsar Pierre qu'il décorât le commandant en chef comme s'il était revenu victorieux. Dans la guerre civile entre Sophie et Pierre (août-septembre 1689), Vassili Golitsyne soutint sans enthousiasme Sophie et partagea sa défaite. Sa vie fut épargnée grâce à l'entremise de son cousin Boris, mais il perdit son rang et banni successivement à Kargopol, Mezen et Kholmogory, où il mourut le 21 avril 1714.
Ayant reçu une éducation complète, il fut un diplomate apprécié à l'étranger, où il est fait référence du « Grand Golitsyne ».
Partisan de mesures audacieuses telles que l'abolition du servage, la promotion de la tolérance religieuse, et le développement des entreprises industrielles mais désireux d'éviter toutes formes de violence et de répression, son programme était plus prudent et plus réaliste que celui de Pierre le Grand.
Les bouleversements politiques l'empêchèrent d'exécuter ces plans.

#### Boris Alexeïevitch Galitzine (1654-1714)
L'adversaire politique de Vassili fut son cousin le prince Boris Alexeïevitch, chambellan de la cour depuis 1676.
Chef des soutiens du jeune tsar Pierre quand, en 1689, Pierre résista aux usurpations de sa sœur aînée Sophie, et le chef du fidèle conseil qui se réunit au monastère de la Trinité durant la crise politique qui s'ensuivit.
Ce fut Boris Galitzine qui suggéra de chercher refuge dans cette puissante forteresse et qui défit ainsi les boyards du parti opposé.
En 1690, il est élevé au rang de boyard et partage son titre avec Lev Narychkine, l'oncle de Pierre, chargé des affaires intérieures.
Après la mort de la tsarine Nathalie, la mère de Pierre, en 1694, son influence fut encore plus grande. Il accompagna Pierre à la mer Blanche (1694-1695) ; il prit part à la première campagne d'Azov (1695); et il fit partie du triumvirat qui dirigea la Russie durant la première tournée étrangère de Pierre (1697-1698). La révolte de Boulavine, en 1706, qui toucha tous les districts sous son gouvernement, affecta la confiance que Pierre avait en lui, et altéra considérablement sa position. En 1707, il fut remplacé dans les provinces de la Volga par Andreï Matveïev. Un an avant sa mort, il entra au monastère.
Boris Galitzine était un représentant typique de la société russe de la fin du XVIIe siècle penchant vers l'occidentalisme. À bien des égards il fut très en avance sur son temps. Éduqué, maîtrisant avec aisance le latin, fréquentait les érudits de l'époque, il fit éduquer ses enfants selon les meilleurs modèles européens. Il perdit progressivement l'estime de Pierre le Grand, malgré ses inestimables services antérieurs.

#### Dmitri Mikhaïlovitch Galitzine (1665-1737)
Le prince Dmitri Mikhaïlovitch était un cousin du prince Vassili Golitsyne.

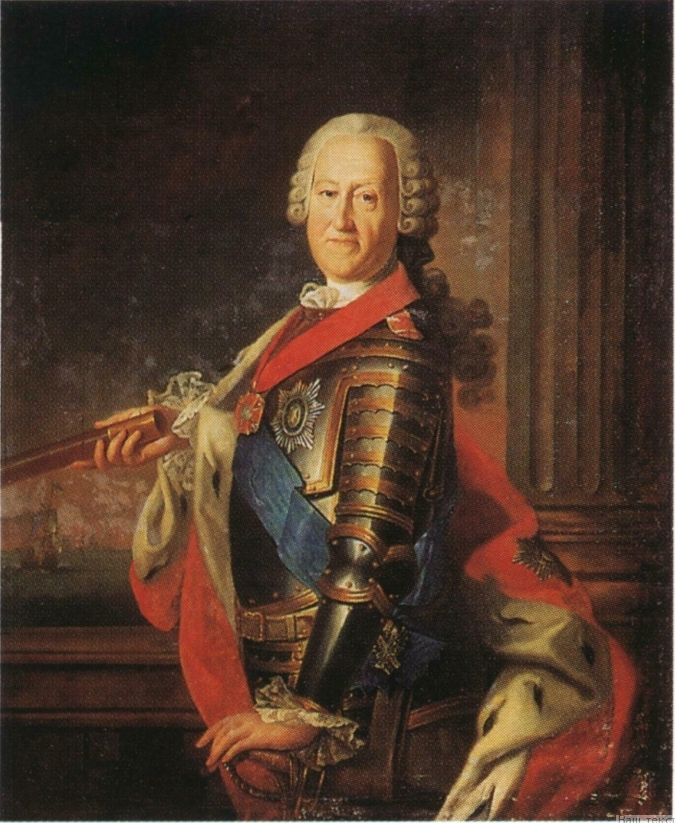
Portrait du Prince Mikhail Mikhailovitch Galitzine par Carl-Ludwig Christinek.

Remarqué par sa tentative de transformer la Russie en monarchie constitutionnelle, envoyé par Pierre le Grand en 1697 en Italie pour apprendre les affaires militaires ; en 1704 il fut affecté au commandement d'un corps auxiliaire en Pologne contre Charles XII ; de 1711 à 1718 il fut gouverneur de Belgorod.
En 1718, il fut désigné président du Collège du Commerce nouvellement instauré et sénateur. En mai 1723, il fut impliqué dans la disgrâce du vice-chancelier Piotr Chafirov et fut privé de ses fonctions, qu'il recouvra ensuite par la médiation de l'impératrice.
Après la mort de Pierre le Grand, Dimitri Galitzine devint le chef proclamé du vieux parti conservateur qui n'avait jamais pardonné à Pierre d'avoir éloigné Eudoxie et épousé la roturière Martha Skavronskaïa. Mais les réformistes, représentés par Alexandre Menchikov et Pierre Tolstoï, l'emportèrent ; et Galitzine resta dans l'ombre jusqu'à la disgrâce de Menchikov, en 1727.
Durant les dernières années du règne de Pierre II (1728-1730), Dmitri Galitzine fut l'homme d'État le plus influent de Russie et ses vues politiques prévalurent.
À la mort de Pierre II, il conçut l'idée de limiter l'autocratie en la subordonnant à l'autorité d'un Conseil privé suprême, duquel il fut président. Il dessina les formes d'une constitution qu'Anne de Courlande, la nouvelle impératrice de Russie désignée, fut forcée de signer à Mittau avant d'être autorisée à accéder à Saint-Pétersbourg. Anne, appuyée par des boyards hostiles au Conseil suprême, s'empressa de répudier cette constitution, et ne pardonna jamais à ses auteurs.
Dmitri Galitzine fut laissé en paix, cependant, et vécut pour l'essentiel retiré de la vie publique, jusqu'en 1736, quand il fut arrêté et soupçonné d'avoir pris part à la conspiration de son gendre le prince Constantin Dmitrievitch Cantemir (1703-1747), fils de Démètre Cantemir.
Il est possible que cela ait été un prétexte et qu'il fut plutôt poursuivi pour ses sentiments anti-monarchistes. Une cour, composée en grande partie de ses opposants, le condamna à mort, mais l'impératrice réduisit la sentence à l'emprisonnement à perpétuité à Schlüsselburg. Il mourut dans sa prison le 14 avril 1737, après trois mois de réclusion.

### Diplomates

#### Sergueï Dimitrievitch Galitzine (1688-1752)
Ambassadeur de l'Empire russe à la cour du royaume d'Espagne, du royaume de Prusse et de l'Empire perse.

#### Dmitri Mikhaïlovitch Galitzine(1661-1714)
Ambassadeur de l'Empire russe à Constantinople

#### Fedor Feodorovitch Galitzine(1643-1702)
Ambassadeur de l'Empire russe aux Provinces-Unies

#### Piotr Alexeïevitch Galitzine (1657-1709)
Premier ambassadeur de l'Empire russe à la cour des Habsbourg

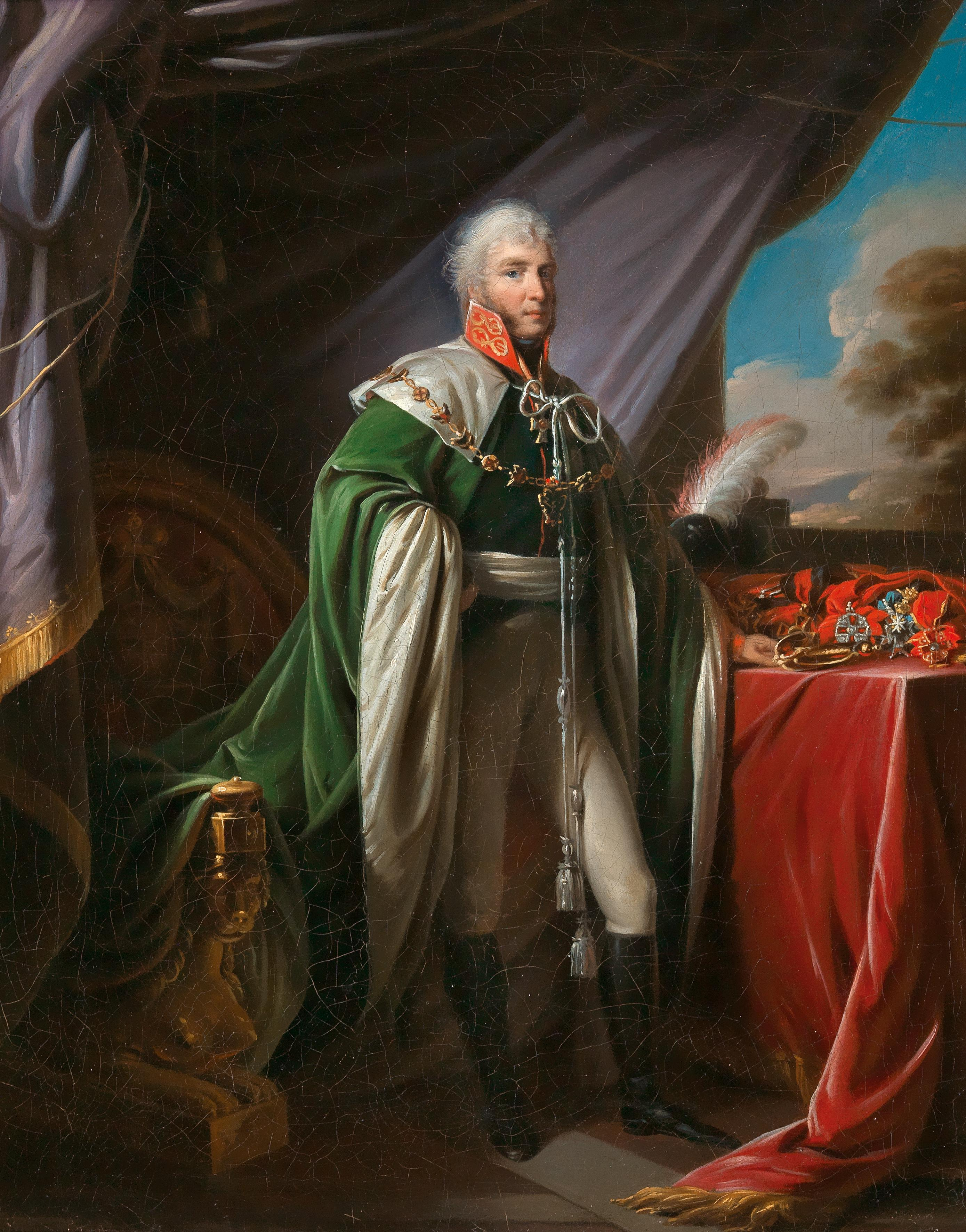
Portrait du Prince Serguei Fedorovitch Galitzine par Giovanni Battista Damon-Ortolani (1750-1812)

### Militaires

#### Mikhaïl Galitzine (1674-1730)
Frère de Dmitri, militaire, feld-maréchal et gouverneur de la Finlande (1714-1728), Mikhaïl Golitsyne y fit régner une loi implacable restée dans les mémoires sous le nom de Grande colère (en suédois : Stora ofreden).

## Nés auXVIIIesiècle

### Diplomates

#### Alexandre Mikhaïlovitch Galitzine(1712-1778)

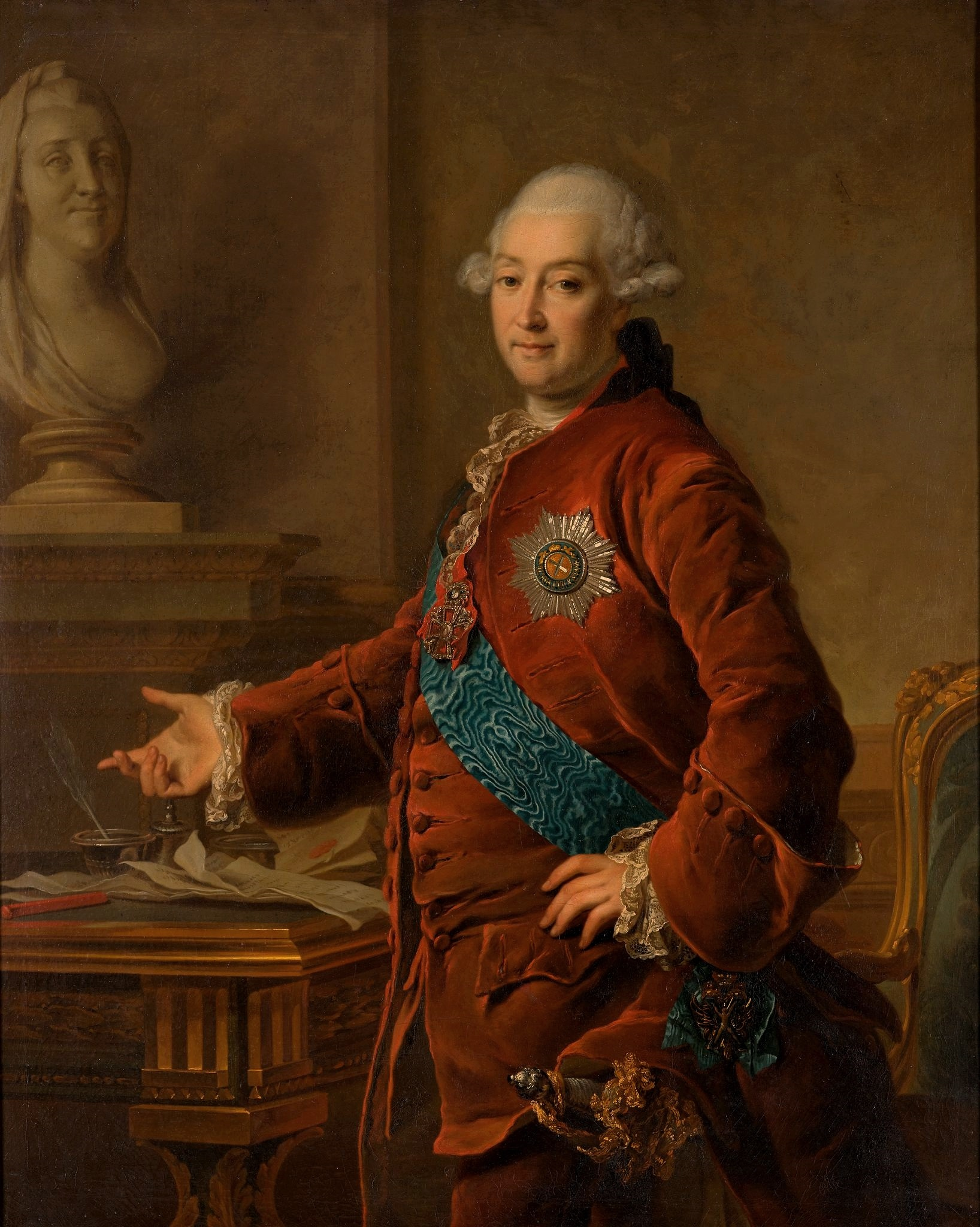
Portrait du Prince Alexandre Mikhailovitch Galitzine par Dmitri Levitski, 1772.

Ambassadeur de Russie en France puis au Royaume-Uni.

#### Dmitri Mikhaïlovitch Galitzine (1721-1793)
Ambassadeur de Russie à Vienne durant le règne de Catherine la Grande, Dmitri Galitzine a donné son nom au splendide Hôpital Golitsyne qu'il fit construire à Moscou et fut un ami intime et mécène de Mozart.

#### Dimitri Alexeïevitch Galitzine (1738-1803)
Ambassadeur de Russie en France, homme de lettres, ami de Denis Diderot, Dimitri Galitzine épousa Amélie Galitzine (1748-1806), née von Schmettau. Mécène de Denis Diderot qui lui consacre le roman Mystification. Il fut un temps ministre de l’Électeur de Bavière.

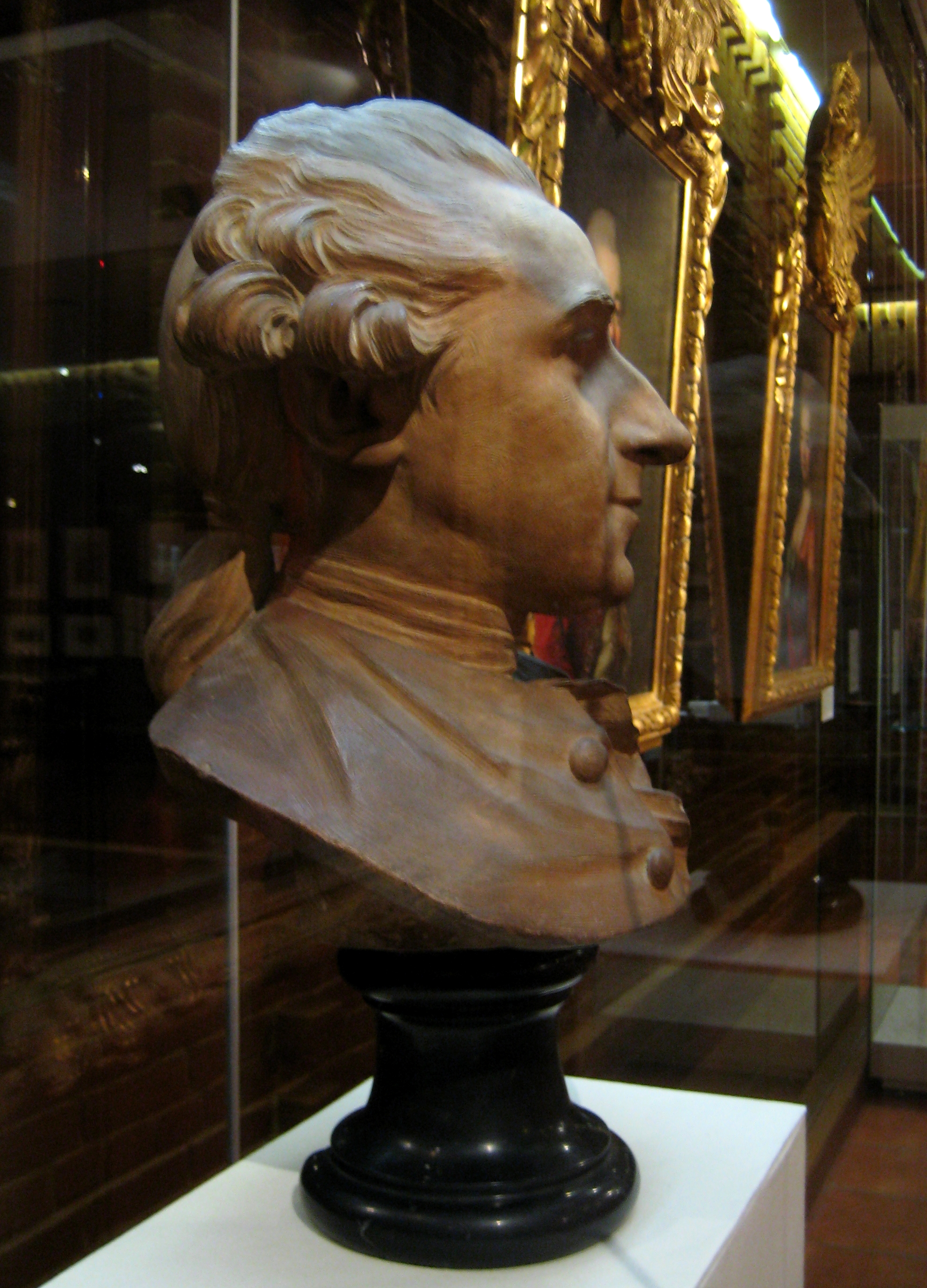
Marie-Anne Collot. Portrait du Prince Dimitri Alexeïevitch Galitzine. 1766. Terre cuite. De la collection David-Weill, maintenant dans la collection Podstanitskiy, Moscou.

#### Nikolaï Alexeïevitch (1723-1790)
Ambassadeur de Russie à la cour du royaume de Suède

### Hommes d'état

#### Alexandre Galitzine (1718-1783)
Fils de Mikhaïl (1674-1730), diplomate et militaire, feld-maréchal et gouverneur de Saint-Pétersbourg.

#### Alexandre Nikolaïevitch Galitzine (1773-1844)
Alexandre Galitzine, ministre de l'Instruction publique dans le gouvernement d'Alexandre Ier. Mena l'enquête sur la participation maçonnique dans le soulèvement décembriste de 1825. Servit comme président du Conseil de l'Empire de 1838 à 1841.

#### Boris Andreïevitch Galitzine (1732-1796)
Maréchal de la cour (hofmarschal)

### Militaires

#### Piotr Mikhaïlovitch Galitzine (1738-1775)
Général, l'un des principaux commandants impliqués dans la répression menée lors de la révolte des paysans placés sous le commandement d'Iemelian Ivanovitch Pougatchiov, commandant en chef du Régiment Semionovsky de 1709 à 1717.

#### Boris Andreïevitch Galitzine (1766-1822)
Général, l'un des commandants de l'Armée impériale de Russie au cours des guerres napoléoniennes. Lieutenant-général, de janvier à décembre 1813, il organisa la prise de Dantzig. Décédé en 1822, il fut inhumé au cimetière Lazarevskoïe situé sur le territoire du monastère Alexandre-Nevski à Saint-Pétersbourg.

#### Sergueï Sergueïevitch Galitzine (1783-1833)
Au cours des guerres napoléoniennes, il fut l'un des commandants de l'Armée impériale de Russie. Au grade de lieutenant-général, il prit part à la bataille de Friedland le 20 mai 1808, colonel, il se distingua aux batailles de Lützen, Bautzen et Leipzig, il participa également à la prise de Paris en 1814. Décédé en 1833, il fut inhumé dans le district de Zoubovke Balachovskogo dans la province de Saratov.

#### Dmitri Vladimirovitch Galitzine (1771-1844)

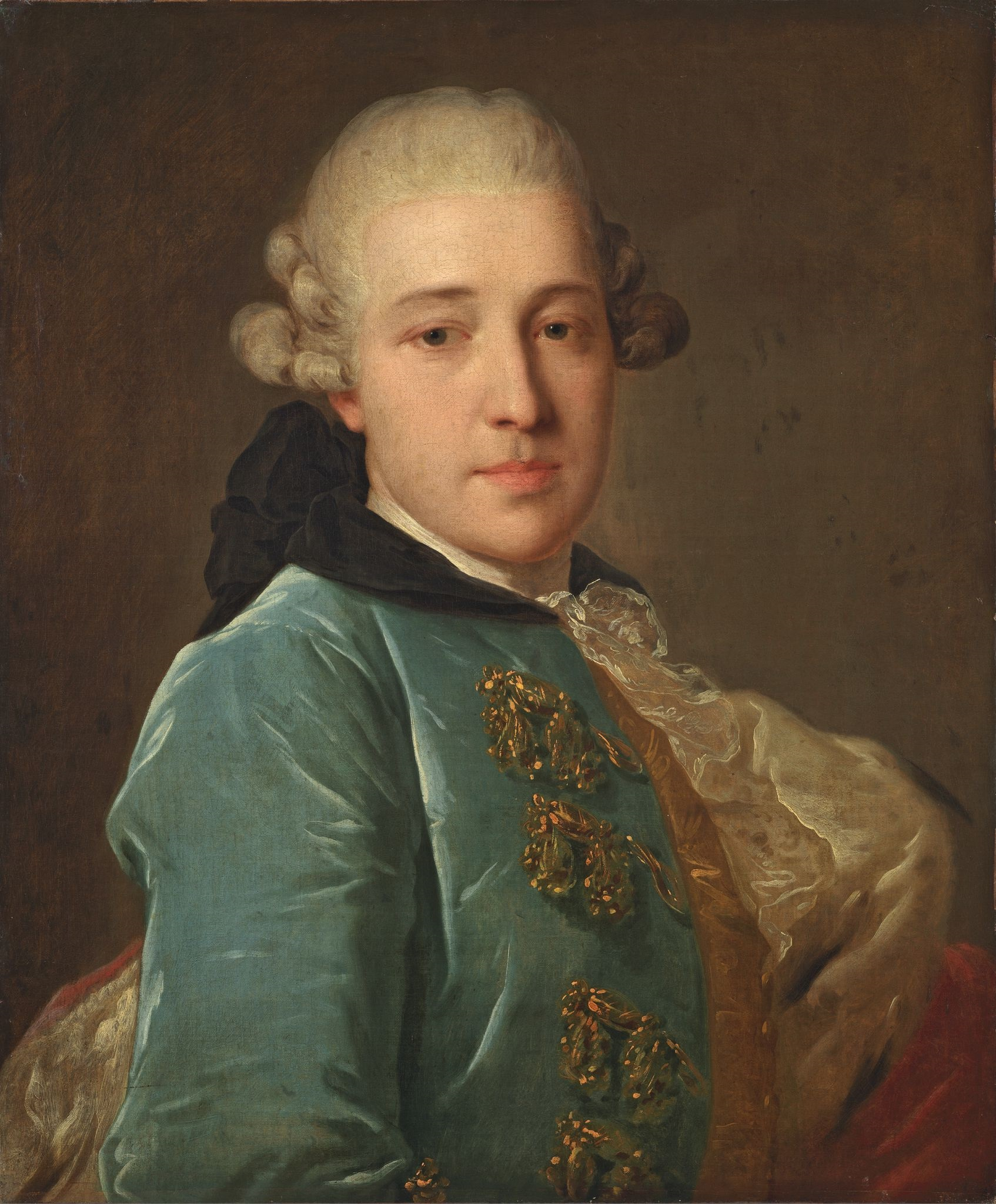
Portrait du Prince Dimitri Mikhailovitch Galitzine par Fedor Rokotov, 1760, Galerie Tretiakov.

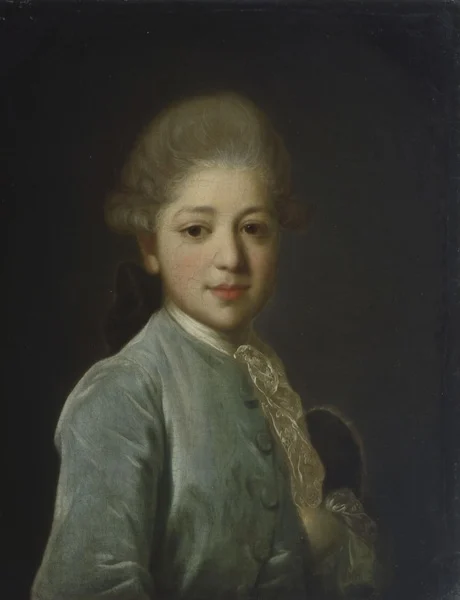
Portrait du Prince Dimitri Galitzine par Fedor Rokotov.

Dmitriy Vladimirovitch Galitzine combattit durant les guerres napoléoniennes. Général de cavalerie, il gouverna Moscou durant 25 ans. Le 16 avril 1841, Nicolas I l'élève au titre d'altesse sérénissime.

#### Boris Vladimirovitch Galitzine (1769-1813)
L'un des commandants de l'Armée impériale de Russie au cours des guerres napoléoniennes. Musicien, compositeur, écrivain, il fit paraître en 1788 ses œuvres littéraires Aurora, Diogène dans l'almanach littéraire. Lors des guerres opposant la Russie aux armées napoléoniennes, il prit part aux batailles de Smolensk, de Borodino où il fut grièvement blessé et mourut en 1813.

#### Mikhaïl Mikhaïlovitch Galitzine (1726-1794)
Amiral de la flotte russe

#### Boris Vassilievitch Galitzine (1704-1768)
Amiral de la flotte russe

### Hommes d'Église

#### Dmitri Dmitrievitch Galitzine (1770-1840)
Fils de Dimitri Alexeievitch Galitzine, l'abbé Dimitri Galitzine, connu comme l'Apôtre des Alleghanies, fut le premier prêtre catholique ordonné en Amérique ; une congrégation en Pennsylvanie porte son nom. Depuis 2005, il est question de sa canonisation par l'Église catholique.
Son titre actuel est Serviteur de Dieu.

### Mécènes

#### Nathalie Petrovna Galitzine (1741-1837)
Née comtesse Nathalie Petrovna Tchernychev, elle inspira Alexandre Pouchkine pour son personnage de la comtesse de La Dame de pique.
Demeura au château de Viaziomy à côté de la propriété familiale de Zakharovo, où le jeune poète passa sa jeunesse.

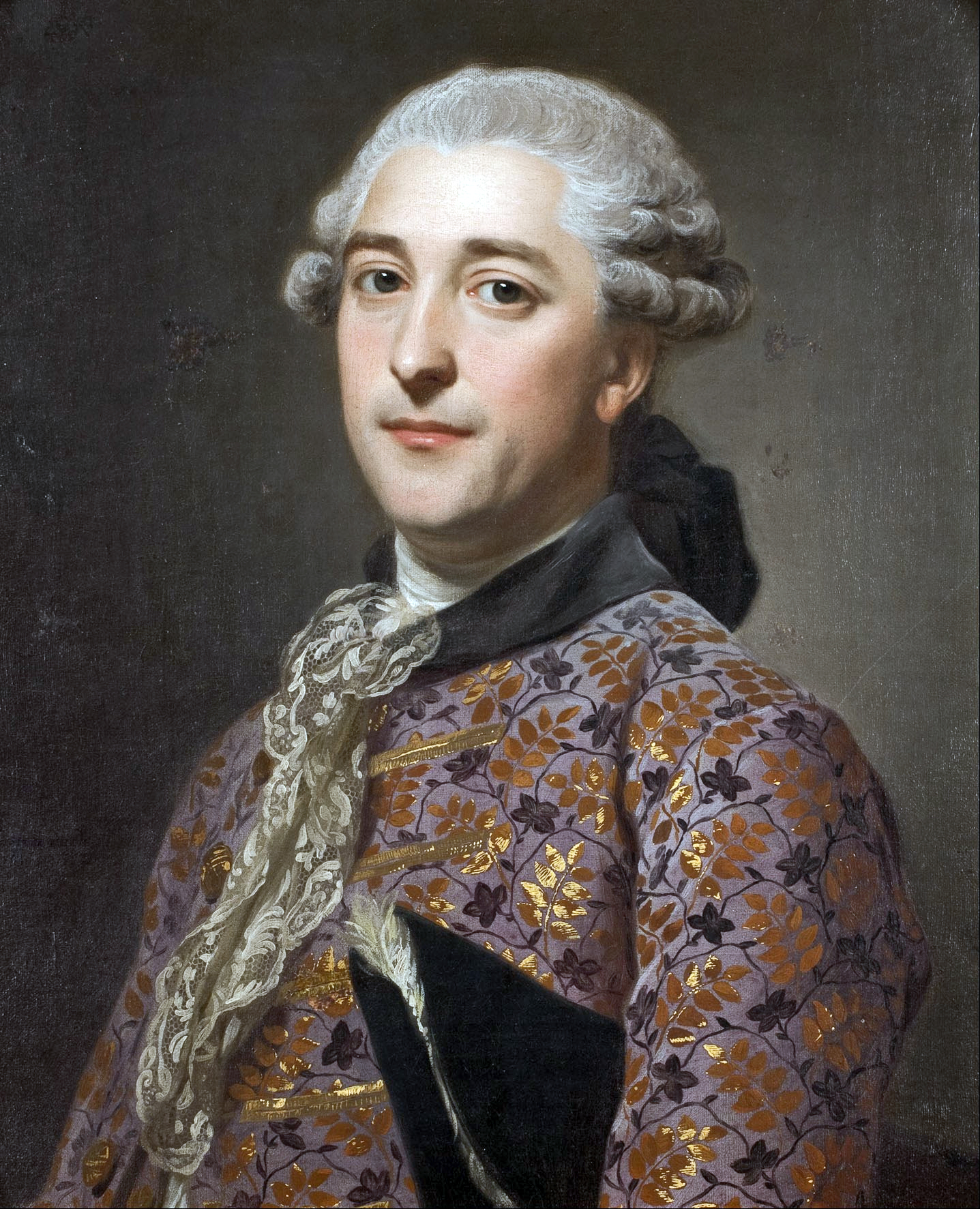
Portrait du Prince Vladimir Borissovitch Galitzine par Alexandre Roslin.

#### Nikolaï Borissovitch Galitzine (1794-1866)
Nikolaï Borisovich Galitzine (8 novembre 1794, Saint-Pétersbourg, tsarat de Russie - 22 octobre 1866, gouvernement de Koursk, Empire russe) est un aristocrate russe de la famille Galitzine. Il est principalement connu comme mécène des derniers quatuors de Beethoven.
Galitzine a suivi une carrière militaire, comme son père qui était officier de l'armée. Il est diplômé du Corps des Pages (une académie militaire de l'Empire russe) en 1810 et devient officier du régiment de dragons de Kiev. Il mène une vie militaire très active, a participé à une cinquantaine de batailles, dont la célèbre bataille de la Moskova.
Il était également grand amateur de musique et un musicien. Il jouait du violoncelle, tandis que sa femme, la princesse Saltykow, était virtuose du piano. Ils ont tous deux contribué de manière significative à la vie musicale de Saint-Pétersbourg. Galitzine était un fervent admirateur de Beethoven et de sa musique.
Le prince a vécu à Vienne (Autriche) pendant un certain temps et s'est probablement rapproché de Beethoven, mais on ne sait pas s'ils se sont réellement rencontrés.
Outre les trois quatuors à cordes qui portent son nom, c'est grâce à Galitzine que la Missa Solemnis a été jouée à Saint-Pétersbourg en avril 1824, pour sa première représentation en public. Mécène, il commanda à Beethoven ses quatuors à cordes appelés les Quatuors Galitzine.
Son fils Yuri Nikolaevich Galitzin (de) (1823–1872) est devenu compositeur et chef d'orchestre.

## Nés auXIXesiècle

### Nikolai Mihaïlovitch Galitzine(1802-1865)
Grand-maître de la cour (Ober-GofMeister)

### Grigori Sergueïevitch Galitzine (1838-1907)

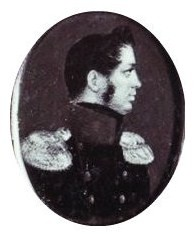
Le Prince Nikolai Borisovich Galitzine, mécène et ami de Beethoven qui lui commande les Quatuor à cordes no 12 et Quatuor à cordes no 13.

Général d'infanterie (14 mai 1896), adjudant-général (2 mars 1897) et homme politique. Commandant suprême de l'administration du Caucase, commandant du district militaire du Caucase et chef des troupes cosaques du Caucase. Le 1er janvier 1893, il fit son entrée au Conseil d'État de l'Empire, lors de sa réforme en 1906, le prince en resta membre.

### Lev Sergueïevitch Galitzine (1845-1916)

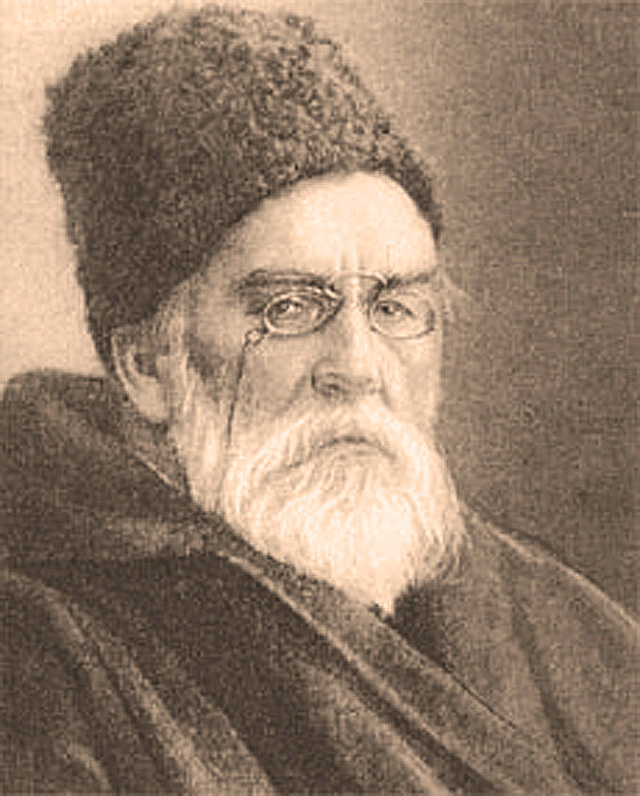
Le Prince Lev Galitzine, créateur du champagne russe élaboré à partir de ses vignobles de Novyï Svit en Crimée, ici en 1878.

L'un des fondateurs de la vinification en Crimée. Dans son domaine criméen de Novyï Svet il construisit la première fabrique russe de vin de Champagne. En 1889 la production de cet établissement vinicole remporta la médaille d'or à l'exposition de Paris dans la catégorie « vin pétillant ». Il devint l'arpenteur des vignes impériales à Abraou-Diourso en 1891.

### Boris Borissovitch Galitzine (1862-1916)
Éminent physicien inventeur du sismographe électromagnétique en 1906.

### Nikolaï Dmitrievitch (1850-1925)
Il fut le dernier Premier ministre de l'Empire russe et assista à ce titre aux côtés de Nicolas II à l'effondrement de son pays et du tsarisme à l'époque de la révolution de Février.

### Alexandre Galitzine (1885-1974)
Fils du prince Nicolas Dimitrievitch Galitzine et de Evguenia Andreïevna Grunberg, époux de la princesse Marina Petrovna de Russie.

## Nés auXXesiècle

### Emmanuel Galitzine (1918-2002)
Le prince est pilote de chasse sur un Spitfire. Il est connu pour avoir touché un Junkers Ju 86 R allemand dans la stratosphère en 1942, seul combat de ce type durant la Seconde Guerre mondiale. Il fait ensuite une carrière d'homme d'affaires dans l'aviation.

### Anatoli Galitzine (1926-2008)
Agent du KGB passé à l'Ouest. commandant de l'Ordre de l'Empire britannique.

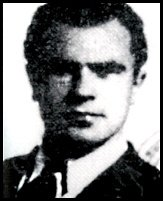
Anatoli Galitzine, espion du KGB, ayant rejoint la CIA en 1961, à l'origine de l'Affaire d'espionnage Martel qui ébranle l'Otan et l'entourage du Général de Gaulle.

Inspire le personnage d'Alexandre Galitzine dans le film de Brian de Palma, Mission impossible.

### Gueorgui Sergueïevitch Golitsyne (né en 1935)
Physicien russe remarqué pour ses travaux sur le concept d'hiver nucléaire, il est membre permanent de l'Académie des Sciences de Russie depuis 1987.

## Familles liées à la famille Galitzine

### Familles éteintes après intégration à la famille Galitzine
- Princes Vorotinsky
- Comtes Golovkine
- Princes Pojarsky
- Princes Prozorovsky
- Comtes Ostermann
- Princes Khvorostinine
- Comtes Balk-Polev
- Princes Joannem Galitzine, Maison princière aînée des Galitzine, branche de descendance  directe des Maisons royales des Jagellon et des Gédiminides ayant regné sur la Lituanie, la Bohème, la Pologne, la Rhénanie, la Hongrie et une partie de l'Europe centrale du XIe au XVIIIe siècle selon les différents pays.

### Familles comptant des membres communs à la famille Galitzine
- Princes Dolgorouki
- Princes Troubetskoï
- Maison Romanov

## Châteaux et palais de la famille
Châteaux et palais de la famille
- Château d'Arkhangelskoïe à Moscou
- Château de Châtain en France
- Château de Doljik près de Saratov
- Château de Doubrovitsy, dans les environs de Moscou
- Château de Frémigny en France
- Montagne Galitzine, « Der Galitzinberg » dans les environs de Vienne
- Château de Gorodnya dans les environs de Kozelsk
- Château de Gremiach à Novgorod
- Château de Grinevo dans les environs de Bakhmatch
- Domaine de Kouzminki à Kouzminki, dans les environs de Moscou
- Château de Marino, à Saint-Pétersbourg
- Château de Nikolskoïe à Moscou
- Château de Novy Svet en Crimée
- Propriété de Petrovskoïe à Moscou
- Château de Predigstuhl à VienneHôpital Galitzine à Moscou
- Château de Samoïlovo à Samoïlovo
- Château de Severka à Saratov
- Château de Sima à Polsk
- Château de Slavgodorok à Kharkov
- Château de Staraya à Kharkov
- Château de Trostyanets à Kharkov

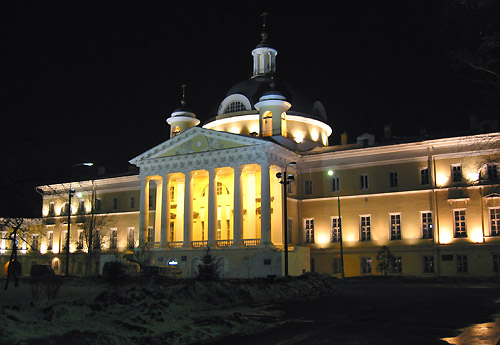
Hôpital Galitzine à Moscou

- Château de Viaziomy, dans les environs de Moscou
- Château de Jelezniaky à Balabanovo
- Château de Zoubrilovka à Saratov